# Званични ИБА коктели
Званични коктели ИБА су коктели које је одабрала и одобрила Међународна асоцијација бармена (ИБА) за употребу на годишњем Светском такмичењу коктела (ВЦЦ) у барменству.
Званични коктели ИБА подељени су у три категорије: незаборавни, савремени класици и пића нове ере.